# Magí Pascual i Garcí
Magí Pascual i Garcí (Vilanova i la Geltrú, 25 d'octubre de 1902 - Vilanova i la Geltrú, 28 de desembre de 1970) fou un carlí català. Durant la seva joventut va ser actor de teatre al Círcol Catòlic. El seu pare, Salvador Pascual Escofet, era un obrer de la fàbrica de gas i militant carlí que fou assassinat a Sitges el novembre de 1934 després dels fets d'octubre. Magí Pascual era cap local de la Comunió Tradicionalista a Vilanova i la Geltrú el 1936 i participà en el Cop d'Estat del 18 de juliol contra la Segona República Espanyola. Va fundar la Banda de Cornetes i Tambors de Requetès. Treballà a la banca. A la dècada de 1960 fou partidari del dirigent carlí català Maurici de Sivatte en el seu enfrontament amb el sector del carlisme d'en Carles Hug de Borbó.